# چاه‌شور (قطرویه)
چاه‌شور یک روستا در ایران است که در دهستان قطرویه شهرستان نی‌ریز واقع شده‌است. چاه‌شور ۳۴ نفر جمعیت دارد.